# Гіменофор

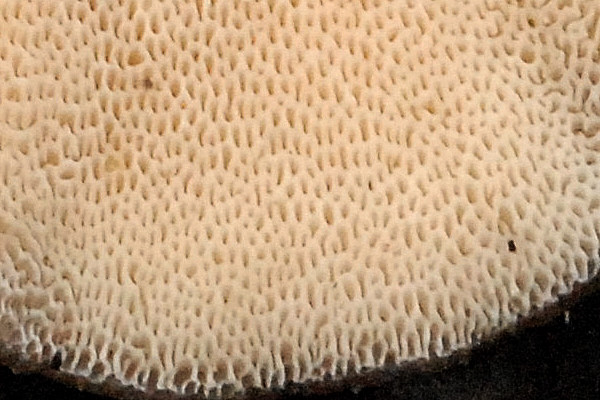
Трубчастий гіменофор гриба Polyporus brumalis

Гіменофо́р (лат. hymenophorus, від дав.-гр. ὑμένιον + φέρω — «несу») — відкрита поверхня плодового тіла гриба, на якій розташовується гіменій. Базидієві гриби, у яких плодові тіла мають гіменофор, називають гіменоміцетами.

## Типи гіменофору
Гіменофор буває різноманітним за формою, і використовується як одна із систематичних ознак при поділі на порядки. До основних морфологічних типів гіменофору належать: гладенький, складчастий, шипастий, дедалієвидний, пластинчастий і трубчастий. Вирости на поверхні гіменофора у вигляді шипів, трубочок, пластинок, складок, значно збільшують його поверхню, завдяки чому на гіменофорі може розміститися більше базидій і спор.